# Secundair onderwijs in Vlaanderen
Secundair onderwijs in Vlaanderen wordt in de regel gevolgd tussen 12 en 18 jaar. Dit onderwijsniveau volgt op het basisonderwijs en bereidt voor op verschillende soorten van hoger onderwijs en/of de arbeidsmarkt. Vóór de onderwijshervormingen werd de term middelbaar onderwijs gebruikt en Nederland hanteert de term voortgezet onderwijs. Het wordt aangeboden in het Vlaams Gewest en in het Brussels Hoofdstedelijk Gewest.

## Indeling
Het secundair onderwijs omvat drie deelgebieden:
- voltijds secundair onderwijs:
  - het gewoon voltijds secundair onderwijs (gso)
  - het buitengewoon voltijds secundair onderwijs (buso)
- deeltijds secundair onderwijs:
  - deeltijdse leersystemen.

## Gewoon voltijds secundair onderwijs
Dit deelgebied bestaat uit zes leerjaren opgedeeld in drie graden van elk twee leerjaren.

### Eerste graad (12/13-13/14)
De eerste graad (ook observatiegraad genoemd) is nog polyvalent.
- In het eerste leerjaar is er een keuze tussen:
  - 1A, het eerste leerjaar A, bevat een beperkt keuzepakket: Latijn, wetenschappen, handel, technologie, agrotechniek, enzovoort. De meerderheid van de leerlingen komen automatisch in 1A terecht, omdat deze de enige is voor leerlingen met een diploma basisonderwijs..
  - 1B, het eerste leerjaar B, wordt doorgaans gevolgd door leerlingen die in het basisonderwijs moeite hebben met theoretische leerstof. Soms zijn het ook leerlingen die uit het buitengewoon basisonderwijs komen. Slechts circa 6% van de leerlingen start zijn secundair onderwijs in 1B.[bron?]
- In het tweede jaar is er keuze tussen:
  - 2A, het tweede leerjaar A, na een eerste leerjaar A, hebben de leerlingen een beperkt keuzepakket. Er wordt in feite al een opdeling gemaakt tussen meer theoretische studies en meer praktische richtingen.
  - 2B (VL), het beroepsvoorbereidend leerjaar, waarnaar de meeste leerlingen van 1B overstappen. Nadien volgen ze meestal bso.

Als de eerste graad ondergebracht is in een instelling met een eigen directie, spreekt men van een middenschool.

### Tweede graad (14/15-15/16)
Vanaf de tweede graad, of oriëntatiegraad, onderscheidden we vroeger vier onderwijsvormen:
- algemeen secundair onderwijs (aso)
- kunstsecundair onderwijs (kso)
- technisch secundair onderwijs (tso)
- beroepssecundair onderwijs (bso)

Binnen die onderwijsvormen is er een uitgebreid aanbod aan studierichtingen.
Sinds het schooljaar 2021-2022 spreekt men in het derde jaar secundair onderwijs niet langer over aso, maar over opleidingen binnen de doorstroomfinaliteit. De doorstroomfinaliteit wordt vaak afgekort met de letter D. Ook de studierichtingen veranderen van naam en worden algemener ingevuld: economische wetenschappen, humane wetenschappen, moderne talen (nieuwe richting), natuurwetenschappen, Latijn, Latijn-Grieks, bouwwetenschappen (behoorde tot het vroegere tso), technologische wetenschappen (behoorde tot het vroegere tso). 
Binnen het vroegere tso kunnen deze studierichtingen opgesplitst worden in twee types finaliteiten:
- finaliteit doorstroom (D-finaliteit): eerder sterk theoretische opleidingen, die voorbereiden op verdere studies in het hoger onderwijs, meestal aan een hogeschool, bijvoorbeeld Sociale en Technische Wetenschappen, Technologische Wetenschappen, Industriële Wetenschappen, Elektromechanica, Techniek-wetenschappen en Handel
- dubbele finaliteit doorstroom/arbeidsmarkt (D/A-finaliteit): meer praktische opleidingen die voorbereiden op verdere studies (specialisatiejaar, graduaatsopleiding of bacheloropleiding) of op onmiddellijke tewerkstelling, bijvoorbeeld Elektromechanische technieken, Elektrotechnieken, Houttechnieken, Mechanische vormgevingstechnieken en Hotel

Vanaf dan is ook deeltijdonderwijs mogelijk.

### Derde graad (16/17-17/18)
In de derde graad, of determinatiegraad, groeit de leerling naar een meer definitieve studie- of beroepskeuze:
- Na het 6e jaar aso, tso of kso kan een vorm van hoger onderwijs gevolgd worden aan een hogeschool of universiteit naargelang de opleiding in kwestie
- Na het 6e jaar bso kan nog een zevende specialisatiejaar worden gevolgd, om de aansluiting op de arbeidsmarkt te vergemakkelijken. In het bso geeft dit het diploma van secundair onderwijs. Met dit diploma krijg je toegang tot het hoger onderwijs.
- Ook na het tso en kso bestonden tot 2008-2009 nog zevende specialisatiejaren. Zij werden heringericht in het Se-n-Se ("Secundair na secundair") als opleidingen die één, twee tot drie semesters kunnen duren (één schooljaar dus). Er wordt een nauwe samenwerking met de bedrijfswereld of andere beroepssectoren beoogd, maar verder studeren naar hoger onderwijs is ook nog steeds mogelijk.

In het schooljaar 2005-2006 volgden ca 40 % van de leerlingen aso, 2 % kso, 27 % tso en 31 % bso. Samen maakten deze een kleine 300.000 leerlingen uit vanaf de tweede graad tot de derde graad.
Wie het secundair onderwijs met succes afmaakt krijgt na het zesde jaar aso, kso of tso of na het zevende jaar bso het diploma secundair onderwijs. Dit geeft van rechtswege toegang tot alle vormen van hoger onderwijs, uitgezonderd de studies waarvoor een numerus clausus of bijkomende toelatingseisen bestaan, zoals de academische opleiding arts of tandarts of bepaalde kunstopleidingen.

### Vierde graad bso
Tot 2008-2009 bestond er in het bso nog een vierde graad bso, vooral als opleiding in de verpleging. Deze wordt omgevormd tot hbo5.

## Buitengewoon voltijds secundair onderwijs
Het buitengewoon secundair onderwijs is gegroeid uit het gehandicaptenonderwijs en bestaat uit acht verschillende types voor verschillende soorten handicaps: visuele, motorische, licht-mentale, auditieve handicaps, enzovoort. Ook zijn er verschillende vormen, ofwel gericht op integratie in het gewone arbeidscircuit, of gericht op meer beschermde vormen van wonen en werken.
In Nederland wordt deze onderwijsvorm speciaal onderwijs genoemd.

## Deeltijds secundair onderwijs
In de deeltijdse leersystemen worden leren en werken gecombineerd. We onderscheiden hierin:
- de leerovereenkomst in de middenstandsopleiding (SYNTRA-opleidingen). Hier zoekt de leerling een patroon, waar hij vier dagen per week het beroep op de praktijkvloer leert. Eén dag per week volgt de leerling nog algemene en beroepsgerichte vorming in een Syntra-lesplaats. Sinds 2010 krijgen de leerlingen die deze opleidingsvorm volgden ook het diploma van secundair onderwijs.
- deeltijds beroepssecundair onderwijs (dbso). Hier schrijft de leerling zich in een centrum voor deeltijds onderwijs in, en volgt er één dag praktijkvakken en één dag maatschappelijke vorming, wat een combinatie van schoolse vaardigheden zoals taal, rekenen, enzovoort is, en zelfredzaamheidstraining. De resterende tijd zoekt hij werk, eventueel in arbeidsvervangende tewerkstellingssystemen.